# Acròstic
Un acròstic és una composició poètica en què les lletres que ocupen determinats llocs (per exemple: les lletres inicials de cada vers) formen una paraula o frase. Pot haver-hi dues intencions darrere d'un acròstic: lúdica (fer un joc de paraules) o amagar un missatge secret dins el poema. En aquest sentit trobem acròstics a la poesia amorosa i a la Bíblia.
Per exemple, un acròstic per a la paraula "farina" podria ser:
Faig els pastissos
Amb el blat
Remenem bé
I afegim sucre
No hi ha res millor
A menjar tots

Un altre exemple.
El Poema en honor de Ludovic Cèsar August Cristià és una obra de Poesia Narrativa elaborada per Ermold el Negre escrita pels volts de l'any 826 i 827 de la nostra era.
El Pròleg consisteix en un Acròstic elaborat artísticament on la lletra inicial de cada vers, així com la final confegeixen el missatge següent:

Ermoldus cecinit Hludoici Caesaris arma.

Cal recordar que en llatí la lletra u s'expressa en u i v, preferentment.
Observem primer els vuit primers versos formant ERMOLDUS, després tot el Pròleg amb el missatge exposat més amunt.

PROLOGUS
Editor, aetherea splendes qui Patris in arcE
Regnator mundi, fautorque, Redemptor, et auctoR
Militibus dignis reseras qui regna poloruM
Olim conclusos culpa parientis AvernO
Luminis aeterni revehis qui Christe tribunaL
David psalmianus praesaga carminis illuD
Voce prius modulans, dudum miranda relatU
Sacra futurorum qui prompsit dogmat vateS

i ara l'Acròstic complet on llegim:
Ermoldus cecinit Hludoici Caesaris arma.

PRÒLEG
Escolta’m Autor, tu que resplendeixes a la seu etèria del ParE,
Redemptor i senyor així com creador del món i nostre faedoR
Molt bé aculls aquells que combaten per a dignificar el teu noM,
O que per la falta dels Pares del càstig a l'Avern per abandÓ,
Llevares, donant la justa llum eterna del Crist, el teu filL,
Demano també a David dels Salms de vers profètic l'aptituD,
Veu modulada que revelà meravellosos relats com ningÚ,
Sagrats misteris de l'esdevenidor, acordeu tots dos prou raonS,
Com ignorant que sóc, per saber contar els fets del Cèsar sens fatiC,
En harmonia i el to just que és requerit tambÉ,
Convenient al mode poètic. D'invocar les Nimfes no sóC
I en fer-ho els doctes poetes antics seguien un foll camÍ,
No suplicaré les Muses ni pel temple de Febus aniraN
Inquietes les meves passes, cercant l'ajut d'Apol·lo al seu jardÍ.
Tots aquells que delerosos, en fer la recerca de l'efímer talenT,
Ho feien perduts, els guiava l'horrible i obscura VehemotH.
Limitat jo m’alçaré més cap a la llum celeste, al soL,
Veritable llum de justícia que escoltarà el meu prec oportÚ.
Demanar força a la meva modesta lira és un acte freD
O recórrer el cicle sencer de totes les gestes completes no és bO,
Intentar-ho podria cansar els grans mestres i al més savI
Com tampoc fora prou per atraure del Cèsar el favor simpàtiC
Inspira’m, oh Crist t’ho prego, que en espigolar sigui prou fI
Com que aquest Poema agradi al Príncep i posi fi a l'exili on sóC,
Afí perquè, com auxilia els miserables, del seu tron estant i, alhorA,
Exculpa els pecadors i els vils, així n'obtingui el seu favor, tambÉ,
Semblant al sol desprès, que escampa rajos per les immensitatS.
Així tu, príncep, que disposes del ceptre sublim de Crist a la terrA,
Rei sant, Lluís, pels teus mèrits i la pietat, famós CèsaR,
Insigne que per la religió de Crist desprens claror fins al confÍ,
Sigues clement amb aquest present del Negrenc, no en facis refúS,
Així veuràs que s'ha permès espigolar en vers la teva històriA.
Recull el do del rei de l'eternitat que t’omple el cor sempre d'amoR
Manllevant la desgràcia del teu servidor, Cèsar de gran renoM,
A la manera com el Crist retronant t’esbatana la volta etèriA.

Extret de:
 i del llibre